# Флаг Североморска
Флаг муниципального образования «закрытое административно-территориальное образование город Северомо́рск» — опознавательно-правовой знак, составленный и употребляемый в соответствии с вексиллологическими (флаговедческими) принципами, служащий символом города, единства его территории, населения, прав и самоуправления. Флаг является, наряду с основным муниципальным символом — гербом, официальным символом ЗАТО город Североморск Мурманской области Российской Федерации.

## Описание
«Флаг города Североморска представляет собою прямоугольное полотнище с соотношением сторон 2:3, разделённое по горизонтали линией в виде заострённых волн на две полосы — голубую и белую — в соотношении 3:1. Посередине голубой полосы воспроизведены золотисто-жёлтым цветом фигуры из герба города Североморска — стилизованное северное сияние и под ним два якоря накрест. Символика флага воспроизводит основные элементы символики герба города».

## Обоснование символики
Флаг разработан на основе герба города.